# The Great Meadow
Pour plus de détails, voir Fiche technique et Distribution.
The Great Meadow est un film américain réalisé par Charles Brabin et sorti en 1931.

## Synopsis
En 1777, le quotidien d'une famille vivant dans leur ferme du comté d'Albemarle dans le Piémont de Virginie...

## Fiche technique
- Réalisation : Charles Brabin
- Scénario : Edith Ellis, Charles Brabin d'après un roman d'Elizabeth Madox Roberts (en)[1]
- Photographie : William H. Daniels, Clyde De Vinna
- Musique : William Axt
- Mongage : George Hively
- Distributeur : Metro-Goldwyn-Mayer
- Date de sortie : 24 janvier 1931 (USA)

## Distribution
- Johnny Mack Brown : Berk Jarvis
- Eleanor Boardman : Diony Hall
- Lucille La Verne : Elvira Jarvis
- Anita Louise : Betty Hall
- Gavin Gordon : Evan Muir
- Guinn "Big Boy" Williams : Rubin Hall
- Russell Simpson : Thomas Hall
- Sarah Padden : Mistress Hall
- Helen Jerome Eddy : Sally Tolliver
- Julie Haydon (non créditée) : une pionnière